# Municipio de Pohlitz
El municipio de Pohlitz (en inglés: Pohlitz Township) es un municipio ubicado en el condado de Roseau en el estado estadounidense de Minnesota. En el año 2010 tenía una población de 34 habitantes y una densidad poblacional de 0,29 personas por km².

## Geografía
El municipio de Pohlitz se encuentra ubicado en las coordenadas 48°56′12″N 96°5′3″O / 48.93667, -96.08417. Según la Oficina del Censo de los Estados Unidos, el municipio tiene una superficie total de 117.12 km², de la cual 111,71 km² corresponden a tierra firme y (4,62 %) 5,42 km² es agua.

## Demografía
Según el censo de 2010, había 34 personas residiendo en el municipio de Pohlitz. La densidad de población era de 0,29 hab./km². De los 34 habitantes, el municipio de Pohlitz estaba compuesto por el 97,06 % blancos, el 2,94 % eran asiáticos. Del total de la población el 0 % eran hispanos o latinos de cualquier raza.